# Vol Swissair 330

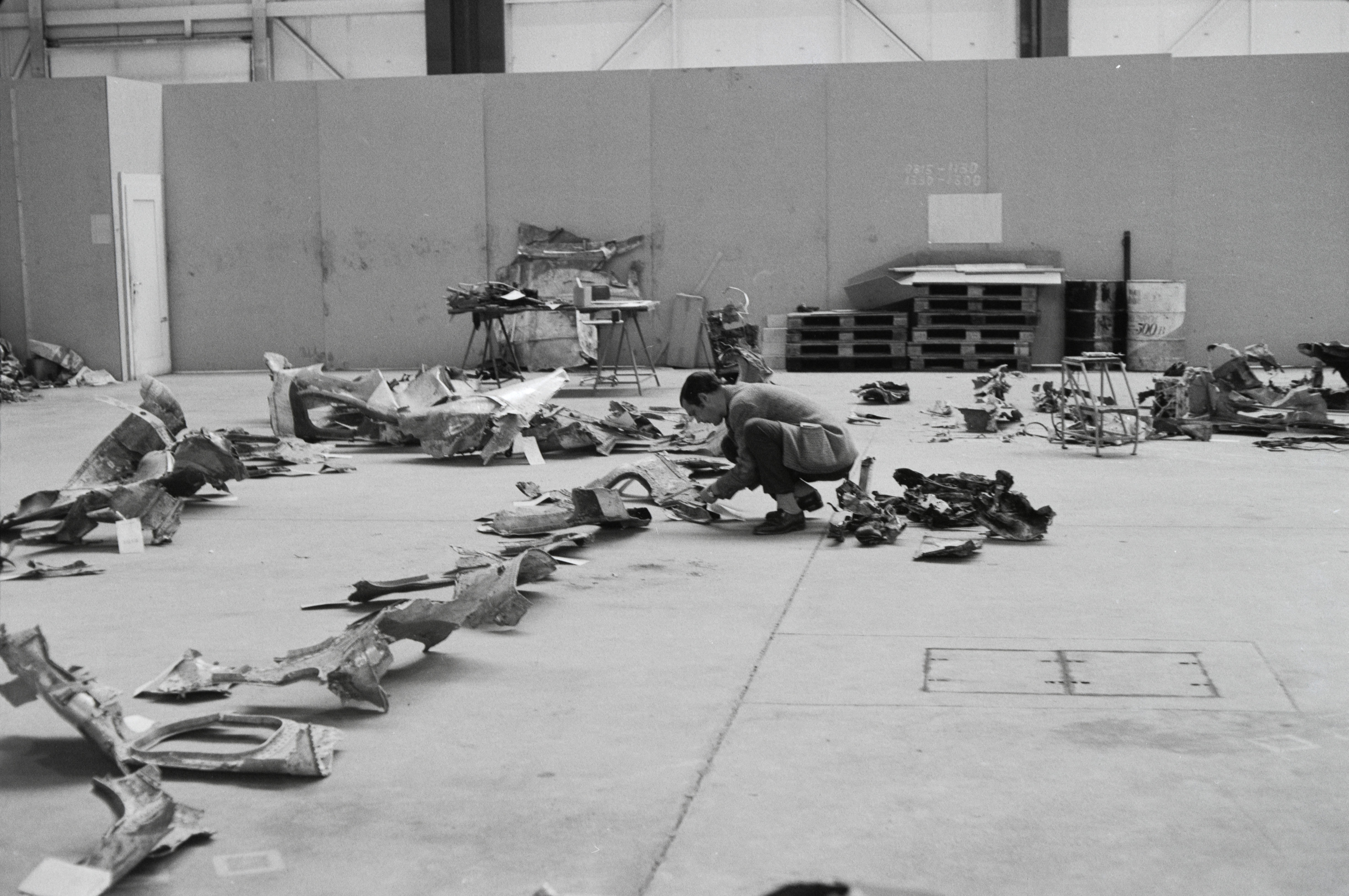
Les débris de l'appareil récupérés pour l'enquête.

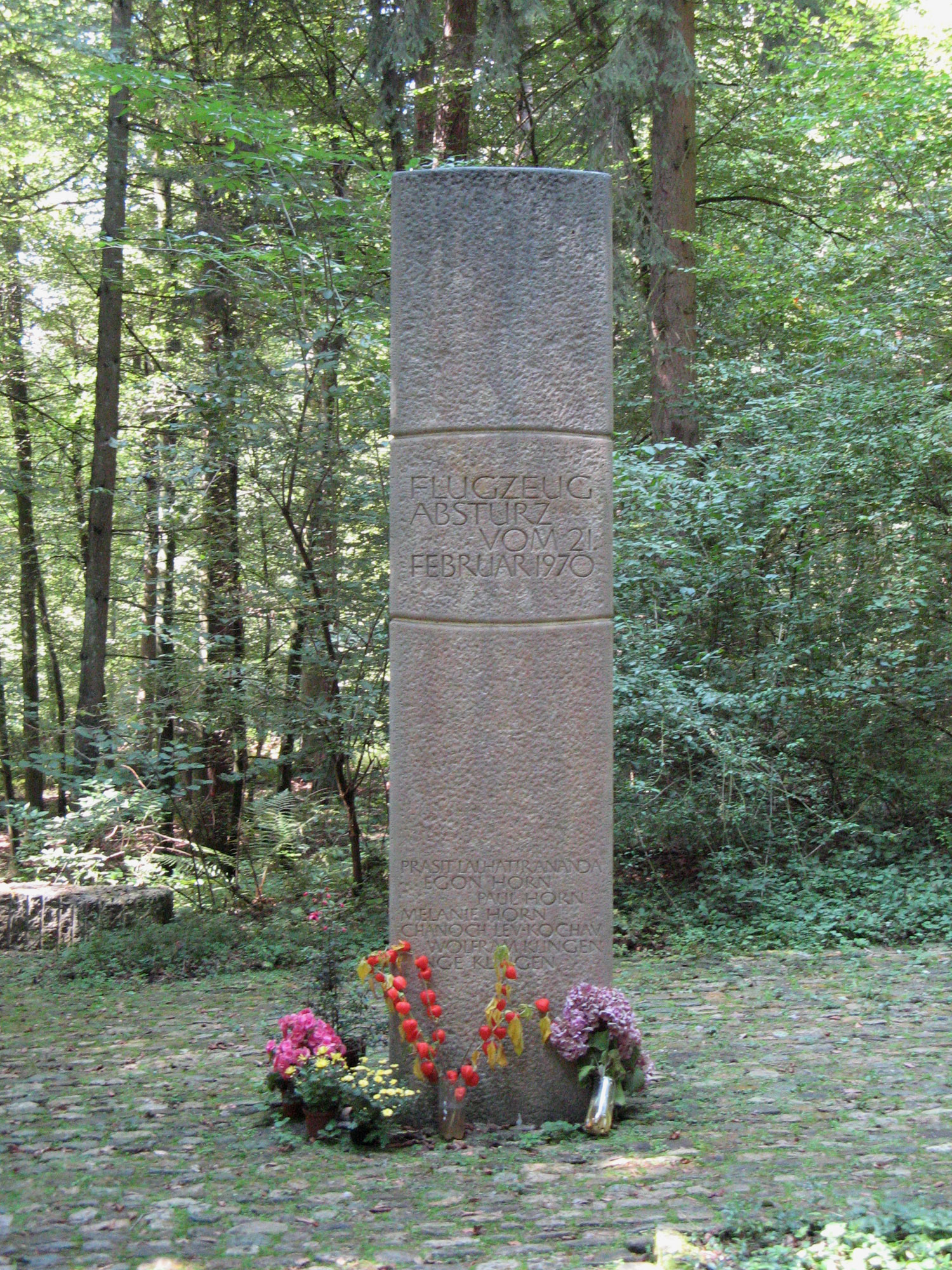
Mémorial près du site de l'accident.

Le 21 février 1970, le vol Swissair 330 assurait un vol entre l'aéroport international de Zurich (basé à Kloten, en Suisse) et Hong Kong avec une escale prévue à Tel-Aviv (Israël). L'explosion d'une bombe placée à son bord provoque le crash de l'avion, tuant les 47 passagers, dont 9 membres d'équipage.

## Accident
Le 21 février 1970, l'avion HB-ICD (dénommé Baselland), un Convair CV-990 Coronado, décolle de Zurich à 13 h 14 avec pour destination Hong-Kong après une escale à Tel-Aviv. À son bord, 38 passagers et 9 membres d'équipage (47 passagers au total).
Sept minutes après le décollage, une bombe explose dans la soute à bagages de l'avion, alors qu'il est en pleine montée vers le sud. Il est alors 13 h 21, l'avion se situe au-dessus du Sattel-Hochstuckli, à 4 300 m d'altitude et à 41 km de l'aéroport d'origine. Malgré la tentative infructueuse de l'équipage de faire demi-tour et de réaliser un atterrissage d'urgence à l'aéroport de départ, notamment en raison d'émanations de fumée occultant la vision des pilotes, l'avion s'écrase dans une zone boisée à Würenlingen à 13 h 34 à la suite d'une panne de l'alimentation électrique.

## Enquête

### Premières conclusions
Un expert en accidents aériens envoyé par le gouvernement suisse a été amené sur les lieux en hélicoptère. A ses côtés, l'enquête a été confiée à une équipe de 50 enquêteurs. La police a déclaré qu'une femme lui avait remis un pistolet de calibre 9 mm retrouvé sur les lieux de l'accident immédiatement après la catastrophe. Une partie de l'épave, y compris des morceaux de tissu, était accrochée à la cime et aux branches des arbres.
Le sabotage a immédiatement été évoqué. Un motif possible était la vengeance contre la Suisse par des terroristes palestiniens pour la condamnation à 12 ans de prison de trois Palestiniens par un tribunal suisse.
Dans les jours suivant le crash, certaines agences de presse suisses ont déclaré qu'un groupe intégré à l'Organisation de libération de la Palestine (OLP), à savoir le FPLP, avait revendiqué l'attaque, tandis que d'autres ont déclaré que le groupe avait nié toute implication,.

### Échange avec la tour de contrôle
(Début de la conversation avec les contrôleurs aériens de Zurich. Remarque : La conversation suivante commence après l'explosion de la bombe).
Swissair 330 : 330, nous avons un problème avec la compression de la cabine, nous devons retourner à Zurich.
Tour de contrôle de Zurich : Roger, quel est votre niveau actuel ?
Swissair 330 : 140, demande retour corse.
Tour de contrôle de Zurich : Roger, faites alors un virage à droite Swissair 330.
Swissair 330 : Zurich de Swissair 330, on soupçonne une explosion dans le compartiment arrière de l'avion, tout va bien pour le moment. Nous demandons une descente immédiate et une équipe de pompiers au sol... Pour l'atterrissage.
Tour de contrôle de Zurich : Swissair 330, répétez s'il vous plait ?
Swissair 330 : Swissair 330, nous demandons à la police de (incompréhensible) enquêter sur l'incident.
Swissair 330 : Zurich, Swissair 330 nous avons le feu à bord... Demandons un atterrissage immédiat.
Swissair 330 : Il s'agit d'une urgence Zurich du 330.
Swissair 330 : Zurich, nous avons l'équipement électrique... problèmes, 330, 330.
Tour de contrôle de Zurich : (incompréhensible)
(Les deux microphones de la tour de contrôle et des pilotes créent en même temps un petit hétérodyne).
(La voix étouffée de l'équipage du Swissair enregistre des demandes liées à des problèmes avec la radio et les pilotes qui parlent à travers leurs masques à oxygène).
Tour de contrôle de Zurich : Swissair 330, Swissair 330. Je ne peux plus vous entendre, je ne peux plus vous entendre, s'il vous plait continuez de suivre 322 (bruit de micro grinçant).
Tour de contrôle de Zurich : Swissair 330 (son intelligible).
Swissair 330 : 330, pouvez-vous me donner ma position actuelle ?
Tour de contrôle de Zurich : Vous survolez d'environ 1 000 pieds (Cri aigu) (inintelligible).
Tour de contrôle de Zurich : Roger 330, quel est votre cap actuel ?
Swissair 330 : Déclaration d'urgence ! Nous avons du feu et de la fumée, je ne vois plus rien !
Swissair 330 : 330 est en train de s'écraser !
Swissair 330 : Au revoir tout le monde, Argh!... Au revoir tout le monde (dernière transmission de l'avion).
Tour de contrôle de Zurich : Swissair 330, cap 080 s'il vous plaît.
Tour de contrôle de Zurich : Swissair 330, veuillez ouvrir vos volets s'il vous plaît, Swissair 330 ouvrez vos volets s'il vous plaît.
Tour de contrôle de Zurich : Swissair 330, je ne vous entends plus.
(Fin de l'enregistrement)
Une partie de l'enregistrement est accessible au public sur internet, dont YouTube 

### Bombe
La bombe placée dans l'avion était dotée d'un déclencheur barométrique. Elle était cachée dans un colis avec pour destination une adresse israélienne, les expéditeurs étant des extrémistes palestiniens.

### Rapport de 1970
Le juge d'instruction suisse Robert Akeret a remis son rapport de 165 pages au procureur général fédéral Hans Walder (de). Selon ce dernier, l'attentat a été commis par deux membres de l'OLP.

### Coupables
Si deux membres de l'OLP dont un Jordanien sont accusés d'avoir placé la bombe dans l'avion, aucun d'entre-eux n'a pu être jugé en Suisse en raison de refus d'extradition. En 2018, la déclassification de documents du FBI révèle que ce seraient deux personnes habitant en Allemagne de l'Ouest à l'époque qui auraient commis l'attentat.

### Services secrets
Le Mossad (services secrets israéliens) aurait eu connaissance de la préparation d'un attentat sur le sol suisse, et auraient tenté d'avertir les autorités suisses, mais le message n'a jamais trouvé le bon destinataire et l'avion s'est finalement écrasé. Par ailleurs, de nombreux documents sur l'attentat restent classifiés par les autorités suisses.

## Conséquences

### Impact sur le courrier aérien
Cet attentat à la bombe sur un avion transportant du courrier a provoqué un changement des pratiques d'envoi postal dans le monde entier. Plus spécifiquement, le courrier envoyé ou acheminé vers Israël et passant par le Royaume-Uni, l'Italie et les États-Unis devait être envoyé par voie terrestre dans les mois qui suivirent la tragédie. Globalement, l'envoi de courrier par la voie aérienne vers Israël n'était plus autorisé.
Un rapport de la Jewish Telegraphic Agency intitulé Airmail from Europe Fails to Arrive in Israel Despite Assurances It Would du 25 février 1970 préconise, :
Aucun courrier originaire d'Europe n'est arrivé en Israël par voie aérienne aujourd'hui malgré le fait que quelques compagnies aériennes aient promis le contraire. Au moins une dizaine de compagnies de transport aérien internationales ont suspendu les livraisons de courrier et d'autres biens vers Israël en raison du crash fatal samedi dernier d'un avion Swissair. Les compagnies aériennes ont toutefois indiqué que la mesure était temporaire, et certaines ont annoncé hier qu'elles allaient reprendre le trafic. Mais des avions de la compagnie ouest-allemande Lufthansa, de la britannique BEA et de Swissair ont atterri à l'aéroport de Lod aujourd'hui sans leurs cargaison postales. Le commandant de bord du vol Swissair a refusé de prendre le courrier en Israël, mais a finalement accepté lorsqu'il a été informé par les autorités postales qu'il agissait contrairement aux instructions de sa compagnie. Israël a enclenché des démarches auprès de l'Union postale universelle hier pour éviter tout retard dans la livraison de courrier étranger.

## Attentat sur le SE-210 Caravelle
Le même jour, une autre bombe a explosé à bord d'un Caravelle d'Austrian Airlines à destination de Vienne après son décollage de Francfort. Le Caravelle a réussi à atterrir en urgence à son aéroport de départ.